# Neophnyxia nelsoniana
Neophnyxia nelsoniana är en tvåvingeart som beskrevs av Tonnoir 1927. Neophnyxia nelsoniana ingår i släktet Neophnyxia och familjen sorgmyggor. Inga underarter finns listade i Catalogue of Life.